# سارة دورون
سارة دورون (بالعبرية: שרה דורון‏) (من مواليد 20 مايو 1922 - 3 نوفمبر 2010) كانت سياسيةً إسرائيلية شغلت منصب وزير بدون حقيبة من يوليو 1983 حتى سبتمبر 1984.

## السيرة الشخصية
ولدت دورون في كاوناس في ليتوانيا، ثم هاجرت إلى فلسطين الانتدابية عام 1933. لقد التحقت بالمدرسة الثانوية في تل أبيب، وانتُخبت لاحقًا لعضوية مجلس المدينة، حيث ترأست لجنة التعليم في البلدية.
وكرئيسة منظمة المرأة الليبرالية، تم انتخابها للكنيست عام 1977 على قائمة الليكود. أعيد انتخابها عام 1981، وعينها مناحم بيجن وزيرة بلا حقيبة في 5 يوليو 1983. كما ظلت عضوة في مجلس الوزراء عندما شكل إسحاق شامير حكومة جديدة في أكتوبر 1983. كانت دورون أول امرأة في الحكومة الإسرائيلية في تسع سنوات منذ استقالة شولاميت ألوني عام 1974 عندما انضمت إلى حكومة بيجن في عام 1983.
ومع احتفاظ دورون بمقعدها في انتخابات عام 1984، إلا أنها استُبعدت من حكومة الوحدة الوطنية. أعيد انتخابها مرة أخرى في عام 1988، لكنها فقدت مقعدها في انتخابات عام 1992.
توفيت دورون في 2 نوفمبر 2010 عن عمر يناهز 88 عامًا.

## روابط خارجية
- سارة دورون على الموقع الإلكتروني للكنيست